# Луций Калпурний Пизон Цезонин (консул 112 пр.н.е.)
Вижте пояснителната страница за други личности с името Луций Калпурний Пизон.
Луций Калпурний Пизон Цезонин (на латински: Lucius Calpurnius Piso Caesoninus) e политик на Римската република през 2 век пр.н.е.
Син е на Луций Калпурний Пизон Цезонин (консул 148 пр.н.е.). Пизон е дядо на Калпурния Пизония, съпругата на Юлий Цезар.
През 112 пр.н.е. е избран за консул заедно с Марк Ливий Друз. През 107 пр.н.е. той служи като легат на консула Луций Касий Лонгин и е изпратен в Галия да се бие с кимврите, където е убит в битка на италианската граница.